# Nelly Quettier
Nelly Quettier é uma montadora francesa.

## Filmografia
Principais trabalhos:
- 1985: Strictement personnel
- 1986: Cent francs l'amour
- 1986: Mauvais Sang
- 1988: In extremis
- 1991: Les Amants du Pont-Neuf
- 1993: Coitado do Jorge
- 1994: The Neo-Fascist Trilogy: I. In the Valley of the Wupper (documentário)
- 1994: J'ai pas sommeil
- 1994: The Neo-Fascist Trilogy: II. In the Name of the Duce (documentário)
- 1994: The Neo-Fascist Trilogy: III. Queen Mary (documentário)
- 1996: Y aura-t-il de la neige à Noël ?
- 1998: Comédia Infantil
- 1999: Pola X
- 1999: Beau Travail
- 2001: Trouble Every Day
- 2001: Martha... Martha
- 2002: Vendredi soir
- 2003: Histoire d'un secret
- 2004: Maarek hob
- 2004: L'Intrus
- 2006: Les oiseaux du ciel
- 2006: Le pressentiment
- 2007: Un homme perdu
- 2008: Home
- 2010: Guerra Civil
- 2010: L'autre monde
- 2011: L'enfant d'en haut
- 2011: Wo 11

## Prémios e nomeações
Prémios do Cinema Europeu (Europa)
| Ano  | Categoria       | Filme                   | Resultado |
| ---- | --------------- | ----------------------- | --------- |
| 1992 | Melhor montador | Les Amants du Pont-Neuf | Venceu    |

Asian Film Awards (Ásia)
| Ano  | Categoria       | Filme | Resultado |
| ---- | --------------- | ----- | --------- |
| 2012 | Melhor montador | Wo 11 | Indicado  |